# 奥尔谢斯
奥尔谢斯（法語：Orchaise，法語發音：[ɔʁʃɛz]）是法国卢瓦-谢尔省的一个旧市镇，属于布卢瓦区。2016年，奥尔谢斯与市镇莫利讷夫合并为新市镇瓦朗锡斯。

## 地理
奥尔谢斯（47°35'24"N, 1°11'56"E）面积20.03 平方千米，位于法国中央-卢瓦尔河谷大区卢瓦-谢尔省，该省份为法国中北部省份，北起厄尔-卢瓦省，东北接卢瓦雷省，东南接谢尔省，南至安德尔省，西南接安德尔-卢瓦尔省，西北接萨尔特省。
与奥尔谢斯接壤的市镇（或旧市镇、城区）包括：锡斯河畔尚邦、埃尔博、圣吕班-昂韦尔戈努瓦、桑特奈、塞亚克、瓦朗锡斯。
奥尔谢斯的时区为UTC+01:00、UTC+02:00（夏令时）。

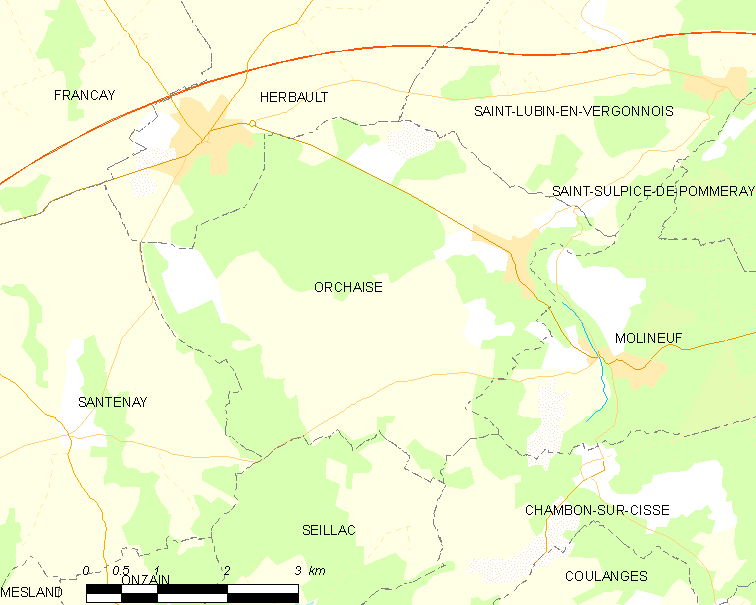
奥尔谢斯的OSM定位图

## 行政
奥尔谢斯的邮政编码为41190，INSEE市镇编码为41169。

## 政治
奥尔谢斯所属的省级选区为卢瓦尔河畔沃赞县。

## 人口

1962-2008年间奥尔谢斯人口变化图示

奥尔谢斯于2018年1月1日时的人口数量为939人。